# San Fernando de las Rocas
San Fernando de las Rocas (o San Fernando; en catalán y oficialmente Sant Ferran de ses Roques) es una localidad y pedanía española perteneciente al municipio de Formentera, en la parte central de la isla homónima, comunidad autónoma de las Islas Baleares. Cerca de esta localidad se encuentran los núcleos de Los Pujols, San Francisco Javier, Cabo de Berbería y Las Salinas.
Forma una de las tres parroquias de Formentera, e incluye el núcleo turístico de Los Pujols así como las vendas de Es Molí–s'Estany, Sa Punta, Las Rocas y Las Salinas.

## Geografía
San Fernando se encuentra en medio de la isla, en el cruce entre las poblaciones de San Francisco Javier, Los Pujols y el Pilar de la Mola, atravesado por la carretera principal que cruza el municipio, la PM-820.
El pueblo está en la venda de Las Rocas. La venda de Las Salinas incluye las salinas de'n Marroig, hoy abandonadas, la península de es Trucadors y las islas de Espalmador y Espardell, todos ellos incluidos en el parque natural de las Salinas.

## Demografía
Según el Instituto Nacional de Estadística de España, en el año 2019 San Fernando de las Rocas contaba con 3.040 habitantes censados, lo que representa el 25,1% de la población total del municipio.

### Evolución de la población
| Gráfica de evolución demográfica de San Fernando R. entre 2009 y 2019 |
|                                                                       |
| Datos según el nomenclátor publicado por el INE.                      |

## Comunicaciones

### Carreteras
Las principales vías de comunicación que transcurren por esta localidad son:
| Identificador | Denominación                             | Itinerario                            |
| ------------- | ---------------------------------------- | ------------------------------------- |
| PM-820        | De La Sabina al Faro de La Mola          | La Sabina - Faro de La Mola           |
| PM-820-2      | De La Sabina a San Fernando de las Rocas | La Sabina - San Fernando de las Rocas |

## Cultura

### Fiestas
San Fernando de las Rocas celebra sus fiestas en torno al 30 de mayo en honor a San Fernando, patrón del pueblo.